# Ormyromorpha thera
Ormyromorpha thera är en stekelart som först beskrevs av Walker 1839.  Ormyromorpha thera ingår i släktet Ormyromorpha och familjen puppglanssteklar. Inga underarter finns listade i Catalogue of Life.